# Cardona
Cardona – miasto w północno-wschodniej Hiszpanii, w regionie Katalonia, na północny zachód od Barcelony. Nazwa pochodzi od hiszpańskiej pasty z ziołami, z której miasto to zasłynęło w XIX wieku.

## Zabytki
- XVIII-wieczny zamek zbudowany na ruinach wcześniejszego zamku romańskiego zbudowanego w czasie panowania Wilfreda Włochatego w 886 roku;
- romański kościół pw. św. Wincentego (hiszp. Iglesia de San Vicente de Cardona) zbudowany w latach 1029-1040[1]